# Nosturi
Nosturi (en finés ‘grúa’) fue un recinto cultural y musical situado en el distrito de Punavuori en Helsinki (Finlandia). Era propiedad de la Association of Live Music (Elävän musiikin yhdistys, ELMU).

## Construcción
El edificio se construyó en el año 1958 para llevar a cabo una carga de contenedores al lado del astillero, pero poco después este edificio quedó abandonado. Posteriormente en 1999 ELMU adquirió el control del edificio para destinarlo a fines musicales, destruyendo así mismo el lugar donde celebraba anteriormente sus fines la empresa ELMU

## Localización
El recinto está situado en la costa de Hietalahti al lado del astillero de Helsinki en un antiguo edificio de carga de contenedores. Obtuvo su nombre de la antigua grúa (Grúa número 6 de Hietalahti) situada al lado del recinto. 

## Eventos musicales

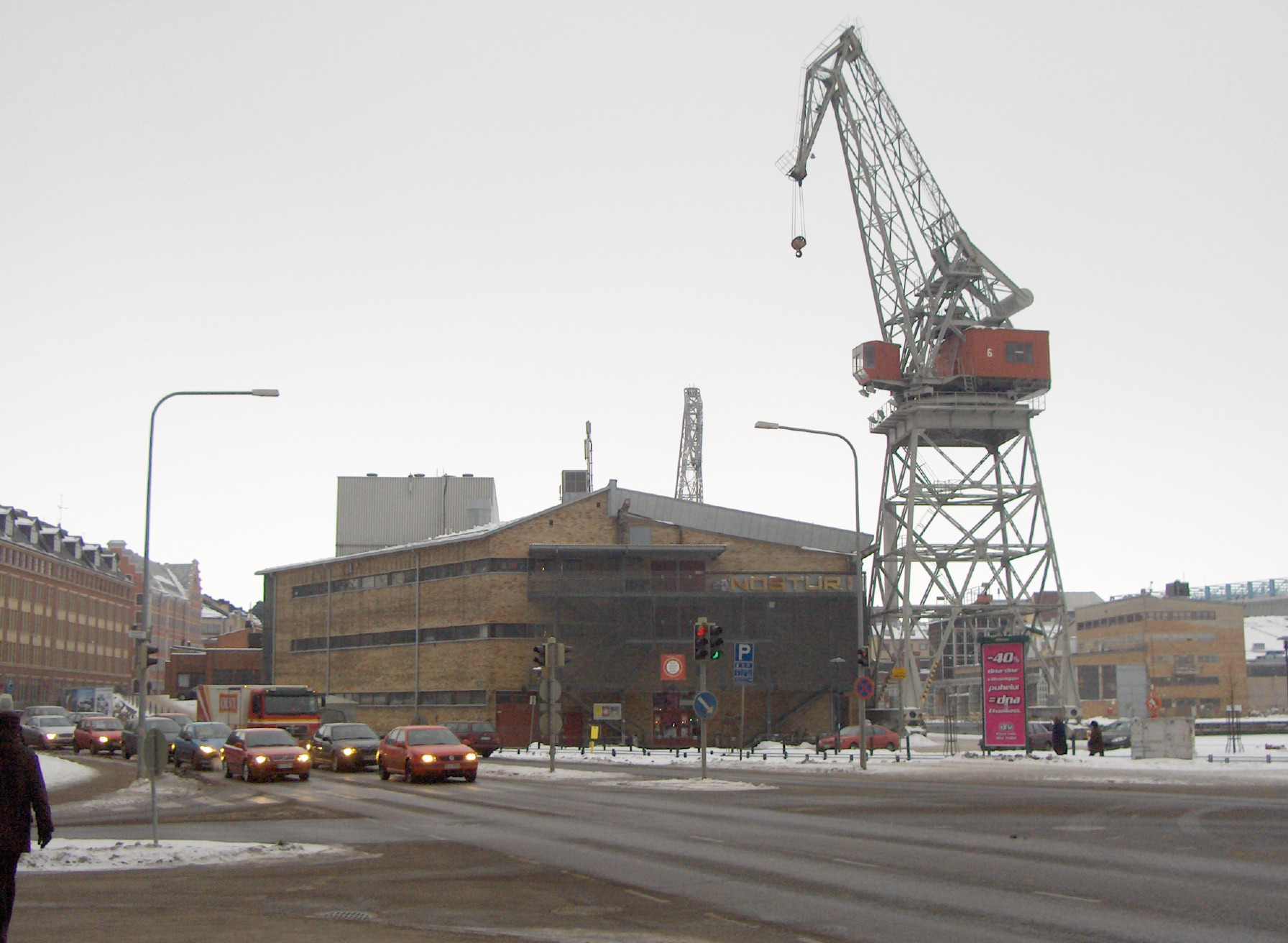
Nosturi al lado de la grúa que le da nombre

Muchos conciertos musicales se llevan a cabo Nosturi a lo largo de todo el año. El ELMU tiene los permisos de Nosturi desde 1999. Antes, ELMU se situaba en el cercano Lepakko.
Oficialmente el recinto tiene capacidad máxima para 900 personas, aunque normalmente nunca se llegan a superar los 400-500. En dicho recinto han llegado a tocar bandas tales como Nightwish, HIM, Bloodhound Gang, CKY, Iconcrash, Lordi, Anthrax, Motörhead, Turisas y Children of Bodom entre otras.